# Archontopouloi

Les archontopouloi (en grec : Ἀρχοντόπουλοι) étaient une formation militaire d'élite de l'armée byzantine sous la dynastie des Comnène, aux XIe et XIIe siècles. Ils furent fondés par Alexis Ier Comnène lors de ses réformes militaires et étaient recrutés parmi les orphelins d'officiers byzantins tués au combat.

## Histoire
Durant l'invasion seldjoukide de l'Asie Mineure après la bataille de Mantzikert (1071), le nombre d'orphelins de pères militaires s'accrut. Alexis tenta alors de mettre en place un système pour leur venir en aide. Par la suite, certains de ces orphelins furent recrutés pour constituer une unité militaire distincte. Ils sont connus sous le nom d’archontopouloi, les « fils d'archontes ». Cette unité de cavalerie comptait 2 000 hommes armés et entraînés par l'empire dans le but d'en faire les troupes d'élite de l'empereur byzantin. Les archontopouloi sont considérés comme la seule institution byzantine d'aide aux orphelins directement influencée par la Grèce antique et, notamment, les pratiques ayant cours à Athènes. En effet, bien qu'Anne Comnène compare les archontopouloi à une institution spartiate, il existait à Athènes une tradition d'aide envers les enfants de soldats morts au combat qui fut probablement l'inspiration d'Alexis.
Le régiment des archontopouloi disparaît des sources byzantines après la mort d'Alexis en 1118. Il est possible qu'il ait été décimé par les guerres contre les Petchénègues. Toutefois, le terme continue d'être mentionné plus tardivement dans l'histoire byzantine. Il sert à désigner deux catégories de personnes relativement proches. La première catégorie est celle de jeunes aristocrates byzantins de la cour impériale qui pourraient avoir eu des fonctions militaires. La deuxième désigne un type de pronoïaires provinciaux, des soldats d'élites qui possèdent des terres confiées par l'empire en échange d'un service militaire. Ce dernier groupe était peut-être issu du premier, à la suite de leur entraînement au sein de la cour impériale byzantine.